# 1713 en France
Chronologie de la France
- 1709
- 1710
- 1711
- 1712
- 1713
- 1714
- 1715
- 1716
- 1717

Cette page concerne l’année 1713 du calendrier grégorien.

## Événements
- 14 février : signature de l'ordonnance royale du 14 février 1713 pour la création de la Société du Canal de Buzay[1]
- 11 avril : traités d’Utrecht entre France et Grande-Bretagne, France et Brandebourg (Prusse), France et Portugal, France et Savoie (1713-1715), négociés pour la France par Polignac, Huxelles et Mesnager : Philippe V conserve la couronne d’Espagne mais cède à l’empire les possessions espagnoles en Italie et aux Pays-Bas. La Gueldre espagnole passe à la Prusse. La France conserve ses conquêtes (elle renonce à ses garnisons au-delà des cols à la frontière avec la Savoie mais reçoit la région de Barcelonnette (vallée de l’Ubaye)). La France s’engage à démilitariser Dunkerque et reconnaît Anne Stuart, veuve de Guillaume III, comme reine. Le prétendant Jacques III Stuart est expulsé de France. La Grande-Bretagne reçoit de précieux avantages outre-mer (Acadie, asiento noir) et devient la maîtresse des mers. La Hollande, épuisé par la guerre ne peut plus lutter contre elle[2].

- 21 août : Villars prend Landau[2].

- 8 septembre : publication de la bulle Unigenitus, sollicitée par Versailles, qui condamne 101 propositions extraites des Réflexions morales du père Pasquier Quesnel, empreintes de jansénisme[3]. Elle suscite la réaction indignée d’un grand nombre de magistrats qui la voient comme empiètement du pape sur les droits des évêques et sur les prérogatives de l’État en France.

- 30 octobre - 20 novembre : Villars occupe Fribourg-en-Brisgau[4].

- 26 novembre : Villars rencontre le prince Eugène à Rastadt pour discuter de la paix entre l’Empire et la France, grâce à la médiation de l’électeur palatin[4].